# Cremnops ashmeadi
Cremnops ashmeadi är en stekelart som först beskrevs av Morrison 1917.  Cremnops ashmeadi ingår i släktet Cremnops och familjen bracksteklar. Inga underarter finns listade i Catalogue of Life.